# Black Celebration Tour
Il Black Celebration Tour è stato un tour musicale della band britannica Depeche Mode intrapreso durante il 1986, per promuovere il quinto album in studio del gruppo Black Celebration. 

## Descrizione
In questo tour la band si è spostata per la maggior parte nei palasport, anfiteatri e piccoli stadi europei e americani.

## Scaletta
1. Christmas Island (intro)
2. Black Celebration
3. A Question of Time
4. Fly on the Windscreen
5. Shake the Disease
6. Leave in Silence
7. It's Called a Heart
8. Everything Counts
9. It Doesn't Matter Two/Somebody
10. A Question of Lust
11. Here Is the House (suonata esclusivamente nelle 2 prime date del tour: Oxford e Brighton)
12. Blasphemous Rumours
13. New Dress
14. Stripped
15. Something to Do
16. Master and Servant
17. Photographic
18. People Are People
19. Boys Say Go!
20. Just Can't Get Enough
21. More Than a Party

## Date
| Data       | Città             | Paese          | Luogo                                     | Note                                                                   |
| ---------- | ----------------- | -------------- | ----------------------------------------- | ---------------------------------------------------------------------- |
| Europa     |                   |                |                                           |                                                                        |
| 29/03/1986 | Oxford            | Regno Unito    | Apollo Theatre                            |                                                                        |
| 31/03/1986 | Brighton          | Regno Unito    | Brighton Centre                           |                                                                        |
| 02/04/1986 | Dublino           | Irlanda        | RDS Simmonscourt                          |                                                                        |
| 04/04/1986 | Belfast           | Regno Unito    | Maysfield Centre                          |                                                                        |
| 06/04/1986 | Glasgow           | Regno Unito    | Scottish Exhibition and Conference Centre |                                                                        |
| 07/04/1986 | Whitley Bay       | Regno Unito    | Ice Rink                                  |                                                                        |
| 09/04/1986 | Birmingham        | Regno Unito    | National Exhibition Centre                |                                                                        |
| 10/04/1986 | Birmingham        | Regno Unito    | National Exhibition Centre                |                                                                        |
| 12/04/1986 | Manchester        | Regno Unito    | Apollo                                    |                                                                        |
| 13/04/1986 | Bristol           | Regno Unito    | Hippodrome                                |                                                                        |
| 14/04/1986 | Bournemouth       | Regno Unito    | International Centre                      |                                                                        |
| 16/04/1986 | Londra            | Regno Unito    | Wembley Arena                             | Il concerto è stato ripreso dalla Mute ma mai ufficialmente pubblicato |
| 17/04/1986 | Londra            | Regno Unito    | Wembley Arena                             |                                                                        |
| 24/04/1986 | Oslo              | Norvegia       | Skedsmohallen                             |                                                                        |
| 25/04/1986 | Göteborg          | Svezia         | Scandinavium                              |                                                                        |
| 26/04/1986 | Stoccolma         | Svezia         | Johanneshovs Isstadion                    |                                                                        |
| 28/04/1986 | Copenaghen        | Danimarca      | Valby-Hallen                              |                                                                        |
| 29/04/1986 | Hannover          | Germania Ovest | Eilenriedehalle                           |                                                                        |
| 30/04/1986 | Aquisgrana        | Germania Ovest | Eurogress                                 |                                                                        |
| 02/05/1986 | Stoccarda         | Germania Ovest | Hanns-Martin-Schleyerhalle                |                                                                        |
| 03/05/1986 | Monaco di Baviera | Germania Ovest | Basketballhalle                           |                                                                        |
| 04/05/1986 | Zurigo            | Svizzera       | Hallenstadion                             |                                                                        |
| 06/05/1986 | Parigi            | Francia        | Palais Omnisports de Paris-Bercy          |                                                                        |
| 07/05/1986 | Parigi            | Francia        | Palais Omnisports de Paris-Bercy          |                                                                        |
| 08/05/1986 | Lione             | Francia        | Palais des Sports de Gerland              |                                                                        |
| 10/05/1986 | Bruxelles         | Belgio         | Forest National                           |                                                                        |
| 11/05/1986 | Düsseldorf        | Germania Ovest | Philips Halle                             |                                                                        |
| 13/05/1986 | Ludwigshafen      | Germania Ovest | Friedrich-Ebert-Hall                      |                                                                        |
| 14/05/1986 | Saarbrücken       | Germania Ovest | Saarlandhalle                             |                                                                        |
| 16/05/1986 | Amburgo           | Germania Ovest | Alsterdorfer Sporthalle                   |                                                                        |
| 17/05/1986 | Amburgo           | Germania Ovest | Alsterdorfer Sporthalle                   |                                                                        |
| 18/05/1986 | Berlino Ovest     | Germania Ovest | Waldbühne                                 |                                                                        |
| 20/05/1986 | Münster           | Germania Ovest | Münsterlandhalle                          |                                                                        |
| 21/05/1986 | Brema             | Germania Ovest | Stadthalle                                |                                                                        |
| 22/05/1986 | Dortmund          | Germania Ovest | Westfalenhallen                           |                                                                        |
| 24/05/1986 | Rotterdam         | Paesi Bassi    | Ahoy Rotterdam                            |                                                                        |
| 25/05/1986 | Rüsselsheim       | Germania Ovest | Walter Koebel Halle                       |                                                                        |
| America    |                   |                |                                           |                                                                        |
| 01/06/1986 | Boston            | Stati Uniti    | Wang Centre                               |                                                                        |
| 03/06/1986 | Filadelfia        | Stati Uniti    | Tower Theatre                             |                                                                        |
| 04/06/1986 | Filadelfia        | Stati Uniti    | Tower Theatre                             |                                                                        |
| 06/06/1986 | New York          | Stati Uniti    | Radio City Music Hall                     |                                                                        |
| 07/06/1986 | New York          | Stati Uniti    | Radio City Music Hall                     |                                                                        |
| 08/06/1986 | New York          | Stati Uniti    | Radio City Music Hall                     |                                                                        |
| 10/06/1986 | Cleveland         | Stati Uniti    | Blossom Music Festival                    |                                                                        |
| 12/06/1986 | Rochester         | Stati Uniti    | Finger Lakes                              |                                                                        |
| 13/06/1986 | Long Island       | Stati Uniti    | Jones Beach Theater                       |                                                                        |
| 14/06/1986 | Baltimora         | Stati Uniti    | Merriweather Post Pavilion                |                                                                        |
| 17/06/1986 | Montréal          | Canada         | Auditorium de Verdun                      |                                                                        |
| 18/06/1986 | Toronto           | Canada         | Kingswood Theatre                         |                                                                        |
| 20/06/1986 | Toronto           | Canada         | Kingswood Theatre                         |                                                                        |
| 21/06/1986 | Detroit           | Stati Uniti    | Pine Knob Music Theatre                   |                                                                        |
| 22/06/1986 | Chicago           | Stati Uniti    | Poplar Creek                              |                                                                        |
| 24/06/1986 | Saint Paul        | Stati Uniti    | Civic Center                              |                                                                        |
| 26/06/1986 | Fort Worth        | Stati Uniti    | Will Rogers Auditorium                    |                                                                        |
| 28/06/1986 | Austin            | Stati Uniti    | City Coliseum                             |                                                                        |
| 29/06/1986 | Houston           | Stati Uniti    | Southern Star Amphitheatre                |                                                                        |
| 01/07/1986 | Denver            | Stati Uniti    | Red Rocks Amphitheatre                    |                                                                        |
| 03/07/1986 | Salt Lake City    | Stati Uniti    | Park West                                 |                                                                        |
| 05/07/1986 | San Francisco     | Stati Uniti    | Greek Theatre                             |                                                                        |
| 06/07/1986 | San Francisco     | Stati Uniti    | Shoreline Amphitheatre                    |                                                                        |
| 08/07/1986 | Vancouver         | Canada         | Expo Theatre                              |                                                                        |
| 11/07/1986 | San Diego         | Stati Uniti    | San Diego Sports Arena                    |                                                                        |
| 13/07/1986 | Los Angeles       | Stati Uniti    | The Forum                                 |                                                                        |
| 14/07/1986 | Laguna Hills      | Stati Uniti    | Irvine Meadows                            |                                                                        |
| 15/07/1986 | Laguna Hills      | Stati Uniti    | Irvine Meadows                            |                                                                        |
| Asia       |                   |                |                                           |                                                                        |
| 21/07/1986 | Osaka             | Giappone       | Koseinenkin Hall                          |                                                                        |
| 22/07/1986 | Nagoya            | Giappone       | Koseinenkin Hall                          |                                                                        |
| 23/07/1986 | Tokyo             | Giappone       | NHK Hall                                  |                                                                        |
| Europa     |                   |                |                                           |                                                                        |
| 04/08/1986 | Fréjus            | Francia        | Amphithéâtre de Fréjus                    |                                                                        |
| 05/08/1986 | Pietra Ligure     | Italia         | Stadio Comunale                           |                                                                        |
| 06/08/1986 | Rimini            | Italia         | Stadio Romeo Neri                         |                                                                        |
| 08/08/1986 | Nîmes             | Francia        | Arènes de Nîmes                           |                                                                        |
| 09/08/1986 | Annecy            | Francia        | Stade d'Annecy-le-Vieux                   |                                                                        |
| 11/08/1986 | Royan             | Francia        | Esplanade du Stade                        |                                                                        |
| 12/08/1986 | Bayonne           | Francia        | Arènes de Bayonne                         |                                                                        |
| 16/08/1986 | Copenaghen        | Danimarca      | Valby Idrætspark                          |                                                                        |

## Musicisti
- Dave Gahan - voce
- Martin Gore - sintetizzatori, campionatori, melodica, percussioni, cori, voce
- Andy Fletcher - sintetizzatori, campionatori, percussioni, cori
- Alan Wilder - sintetizzatori, campionatori, percussioni, cori